# Abnoba mons

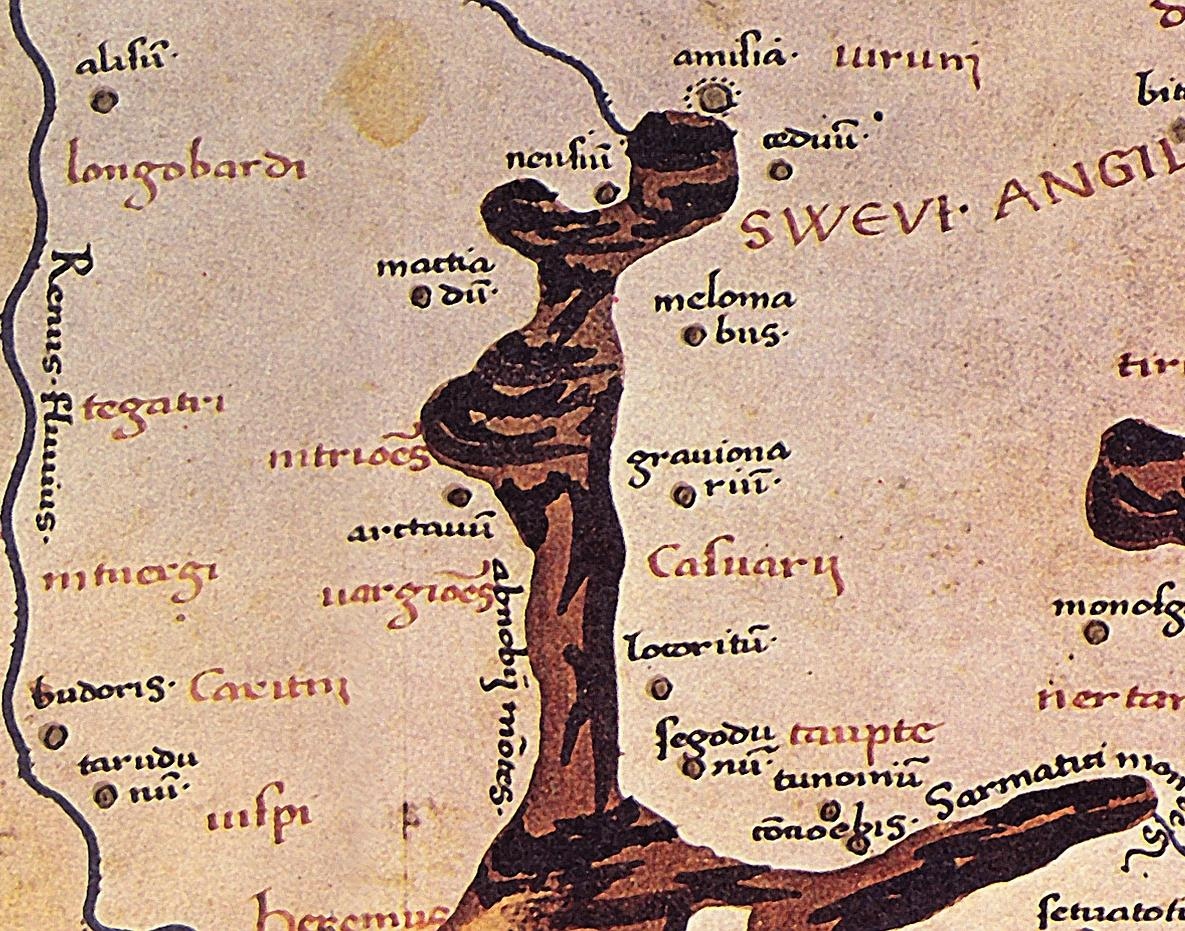
Lage der Abnoba mons nach Ptolemaios

Die lateinische Bezeichnung Abnoba mons (vorgermanisch Abnoba; altgriechisch τὰ Ἄβνοβα ta Abnoba, Ἀβνοβαῖα ὄρη Abnobaia orē) ist ein Gebirgsname, der bereits bei den antiken Autoren Plinius und Tacitus vorkommt. Der Gebirgsname wird in der Forschung traditionell vor allem mit dem Schwarzwald in Verbindung gebracht. Von Ptolemaios wird das Toponym in seiner um das Jahr 150 erstellten Geographia als eines der in der Germania magna liegenden Gebirge (ὄρη) mit dem Anfang im Süden (31° 49') und dem Ende im Norden (31° 52') angegeben. Der Geograph versteht unter diesem Gebirgsnamen dabei offenbar nicht nur den Schwarzwald, sondern eine ganze Gebirgskette.

## Antike Quellen

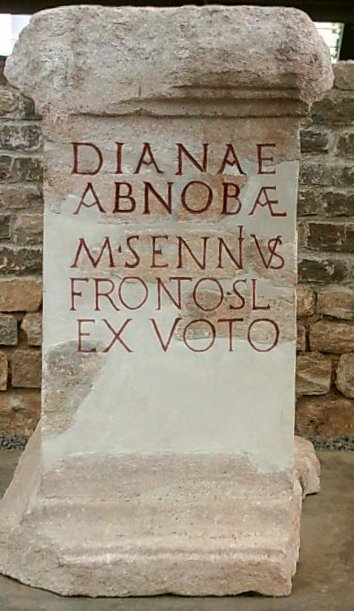
Weiheinschrift, Altar der Diana Abnoba, Badenweiler.

Der Gebirgsname kommt bei Avienus in der Descriptio orbis terrae, in der Naturalis historia des Plinius, bei Tacitus in der Germania sowie in der Geographia von Ptolemaios vor. Nach Plinius und Tacitus bezieht sich der Gebirgsname auf das Waldgebirge, aus dem die Donau entspringt. Diese Nachrichten werden durch Inschriftenfunde aus dem Schwarzwaldgebiet bestätigt.
Bei Ptolemaios wird der Gebirgsname in einer Liste von Gebirgen in der Germania magna angeführt. Diese Aufstellung wurde vermutlich aus römischen Itinerarien abgeleitet und in ein konstruiertes Netz von Längen- und Breitengraden übertragen. Der Geograph versteht unter diesem Gebirgsnamen wohl die vom Odenwald im Süden bis mindestens zum Rothaargebirge im Norden reichende Gebirgskette.

## Etymologie
Die Inschriftenfunde aus dem Schwarzwaldgebiet verknüpfen diese lateinische Bezeichnung insbesondere mit dem Schwarzwald. Die Inschriften, die der Göttin Abnoba geweiht sind, nennen eine dea Abnoba bzw. Diana Abnoba analog zur dea Arduinna, Diana Arduinna der Ardennen.
In der Form Abnoba wird seit dem 19. Jahrhundert in der Forschung das keltische Wort *abonā für „Fluss“ als zugrundeliegend gesehen.
Bei den bisherigen unterschiedlichen Ansätzen zur Erklärung des Suffixes lässt sich mit Sabine Ziegler die ursprüngliche keltische Form *abno-ṷā ansetzen. Ziegler deutet den Namen für den Schwarzwald  mit der  Kompositionsform *abn-o- als „die durch Flüsse charakteristische / flussreiche (Gegend)“.

## Lokalisierungen
Der Abnoba mons wird nach den Angaben der antiken Autoren Aviennus, Plinius und Tacitus sowie nach dem Befund an Abnoba-Inschriften in der Wissenschaft überwiegend mit dem Schwarzwald verknüpft. Bei Ammianus Marcellinus wird der Schwarzwald als Marcianae silvae bezeichnet.
Von Ptolemaios wird der Name Abnoba mons in seiner um das Jahr 150 erstellten Geographia als eines der in der Germania magna liegenden Gebirge mit dem Anfangspunkt im Süden: (31° 49') und dem Endpunkt im Norden (31° 52') angegeben. Dieses umfasst nicht den Schwarzwald, sondern eine Gebirgskette, so Theodor Steche, die mit dem Odenwald beginnend, sich über den Spessart, den Vogelsberg, das Rothaargebirge, den Briloner Wald und endlich das Eggegebirge erstreckt. Diese Auffassung hat ein interdisziplinäres Forschungsteam um Andreas Kleineberg durch die Analyse der antiken Koordinaten zu bestätigen versucht. Es identifiziert diese Koordinaten des ptolemäischen Gebirgsnamens mit dem Katzenbuckel (Odenwald) im Süden (31° 49') und dem Eggegebirge im Norden (31° 52').
Die umgerechneten Koordinaten sind 49°23' 8°58' für Aglasterhausen (12 km Nord-West/West von Mosbach) und 51°27' 9°09' für Warburg (27 km Nord-West von Kassel).